# Jesús María Manzano Ruano
Jesús María Manzano Ruano (San Lorenzo de El Escorial, 12 de maig de 1978) va ser un ciclista espanyol, professional des del 2000 fins al 2003, conegut per les acusacions que va fer del dopatge que hi havia al ciclisme.
En el seu palmarès destaca la victòria que va aconseguir a la Volta a Catalunya de 2003.

## Acusacions i Operació Port
Segons denunciava, durant el Tour de França de 2003, al matí de la setena etapa, el metge de l'equip li va injectar 50 mil·lilitres d'una substància (oxiglobina) per via intravenosa. Durant l'etapa va rodar escapat juntament amb Richard Virenque, però un desmai el va obligar a abandonar. El ciclista va ser traslladat a l'hospital i, segons va declarar, va rebre ordres del seu director esportiu a negar-se que li fos realitzat qualsevol anàlisi. Manzano va patir una deshidratació quasi fatal que, segons va assegurar després, podria ser per la injecció rebuda el matí.
L'equip li va ordenar que prengués part a la Volta a Portugal i el va amenaçar amb l'acomiadament en cas de negar-s'hi. Manzano va rebre una transfusió sanguínia de 125 ml per part de l'assistent del metge de l'equip, però es va trobar malament i aquest li va donar Urbason. Manzano va dir que les transfusions es feien sense cap control, per la qual cosa un ciclista podia rebre sang d'un grup incompatible, provocant reaccions d'hipersensibilitat tipus II, com la que ell va sofrir. Manzano va ser acomiadat pel Kelme al setembre de 2003.
Al març del 2004 feia unes revelacions on acusava directament a Eufemiano Fuentes (metge del Kelme) i també a Yolanda Fuentes (germana d'Eufemiano), Alfredo Córdova i Walter Virú, a més de mencionar al metge esportiu italià Luigi Cecchini. Explicava els procediments dopants utilitzats, destacant les transfusions de sang: extreure sang per posteriorment guardar-la a baixa temperatura i reinjectar-la per millorar el rendiment. Segons va explicar, en aquella època no s'identificava al ciclista en guardar les bosses, de manera que provocaven reaccions de rebuig i problemes de salut quan la sang injectada no era compatible. També va parlar de la utilització habitual de fàrmacs i substàncies prohibides com EPO, HGC Lepori o Andriol, entre d'altres.
Aquestes confessions van crear una gran polèmica i van ser durament criticades per l'entorn ciclista, i Manzano va arribar a rebre amenaces de mort, denunciades a la Guàrdia Civil. El jutge espanyol que el va interrogar va decidir no obrir una investigació formal, en no ser el dopatge un delicte segons la legislació espanyola vigent en aquell moment i no tenir proves suficients.
El 2006, l'Operació Port, una investigació antidopatge de la Guàrdia Civil, va demostrar la veracitat de les denúncies de Manzano a tots els nivells: noms, llocs i pràctiques. Manzano va expressar la seva satisfacció perquè havia quedat demostrat que ell havia dit la veritat.

## Palmarès
- 2001
  - Vencedor d'una etapa de la Volta a La Rioja
- 2001
  - Vencedor d'una etapa de la Volta a Catalunya

### Resultats al Tour de França
- 2003. Abandona

### Resultats a la Volta a Espanya
- 2002. Abandona
- 2003. Abandona

### Resultats al Giro d'Itàlia
- 2001. Abandona
- 2002. Abandona